# Francisco Gomes da Silva
Francisco Gomes da Silva (Lisboa, 26 de Janeiro de 1853 — Alcântara, 30 de Novembro de 1909) foi um jornalista e histórico militante republicano português.

## Biografia
Depois de ter frequentado algumas disciplinas do Curso Superior de Letras, empregou-se como guarda-livros numa firma de Lisboa.
Alguns anos depois obteve um lugar de funcionário da Repartição da Fazenda da Câmara Municipal de Lisboa, ao tempo presidida por Fernando Palha, emprego que manteria até falecer. Naquela repartição ascendeu às funções de director geral da Fazenda Municipal, funções que exercia quando a diabetes de que padecia se foi agravando e conduziu à sua morte.
Para além do seu emprego como funcionário público dedicou-se ao jornalismo e teve importante actividade política. Membro da Maçonaria e aderente aos ideais republicanos, pertenceu ao grupo dos fundadores do Partido Republicano Português, afecto à facção liderada por Elias Garcia. Bom orador, iniciou-se nas lides políticas com um discurso acerca da importância do registo civil, num comício republicano realizado no Teatro Price de Lisboa.
Foi um importante colaborador do jornal ''Democracia", de que Elias Garcia era director, publicando sob o pseudónimo de Justus. Nesse jornal Justus destacou-se pela coluna parlamentar intitulada Nas Galerias. Já como jornalista reconhecido, em 1880, representou o Centro Republicano Democrático na comissão da imprensa que preparou a comemoração do Tricentenário de Camões.
No Congresso Republicano de Dezembro de 1887 foi eleito para integrar a câmara consultiva do Partido Republicano Português, tendo na altura apoiado a proposta apresentada por José Elias Garcia de coligação dos republicanos com a Esquerda Dinástica liderada por Barjona de Freitas. A proposta foi derrotada, o que acelerou o ocaso da vida política de Elias Garcia e do seu grupo, no qual se incluía Francisco Gomes da Silva. Em consequência, no congresso de Janeiro de 1891 liderou uma malsucedida cisão no Partido Republicano, ficando afastado dos círculos dirigentes.
Apesar desse afastamento, a derrota republicana na Revolta de 31 de Janeiro de 1891 na cidade do Porto, que conduziu alguns dirigentes republicanos à prisão ou ao exílio, levaram a que Francisco Gomes da Silva se mantivesse na vida política activa, passando então a defender uma aproximação ao Partido Progressista.
Com o fim da publicação do Democracia em 1891, participou nos trabalhos que levaram ao lançamento no ano seguinte de um novo jornal republicano intitulado O Tempo. Por convite de António Enes, a partir de 1894 passou a director do jornal O Dia. Após a morte de Cecílio de Sousa, passou a dirigir a Folha do Povo.
Foi um dos participantes na conferência dos republicanos ibéricos realizada em Badajoz em 23 e 24 de Junho de 1893.
Nas eleições gerais de 15 de Abril de 1894 conseguiu ser eleito deputado graças à estratégia de ligação ao Partido Progressista. No parlamento distinguiu-se na crítica ao governo pela expulsão de Portugal do político republicano espanhol Nicolás Salmerón, ordenada por razões políticas.
Partidário da participação dos republicanos nas instituições constitucionais, a aprovação da directiva que visava a abstenção eleitoral dos republicanos a partir de 1895 levou a que se envolvesse em grande polémica com Francisco Manuel Homem Cristo, que no jornal O Povo de Aveiro o acusou de irregularidades na Câmara Municipal de Lisboa. Gomes da Silva conseguiu em tribunal a condenação do jornal republicano de Aveiro.
Apesar da polémica e da falta de comprometimento dos republicanos quanto ao processo eleitoral, nas eleições gerais de 17 de Novembro de 1895 voltou a ser eleito deputado pelo círculo eleitoral de Lisboa, em representação das minorias.
A partir do congresso republicano realizado em Coimbra no ano de 1897, perdeu a influência que ainda mantinha no Partido Republicano, não conseguindo a eleição para o directório do partido, e em 1899, durante novo congresso, consegue apenas ocupar uma posição como suplente.
A partir de 1906 o agravamento da diabetes levou aos seu afastamento da actividade política e acabou por falecer quase esquecido, quase sem honras de marechal do Partido Republicano, como afirmou Feio Terenas em discurso proferido no funeral. Apesar desse apagamento, o seu funeral atraiu muita gente ao Cemitério dos Prazeres, tendo usado da palavra, para além de Feio Terenas, Sebastião de Magalhães Lima e Constâncio de Oliveira.
Para além da vultuosa colaboração em periódicos, Francisco Gomes da Silva é autor de diversas obras, com destaque para Os Mistérios da Inquisição, monografia inicialmente editada em fascículos no jornal Vanguarda, muito elogiada pelo campo anticlerical, e ilustrada com trabalhos de Manuel Macedo e Roque Gameiro.
Em 1882 foi iniciado na Maçonaria, na Loja Cavaleiros de Hyram de Lisboa, usando o nome simbólico de Lamartine. Em 1883 transitou para a Loja Cavaleiros da Paz e da Concórdia, também de Lisboa, tendo atingido, o Grau 33 do Rito Escocês Antigo e Aceite em 1902. Tornou-se Membro efectivo do Supremo Conselho afecto ao Grande Oriente Lusitano em 1904 e exerceu as funções de 2.º Grão-Mestre Adjunto do Grande Oriente Lusitano Unido entre 1900 e a sua morte a 30 de Novembro de 1909. No período de 1906 a 1907, exerceu as funções de 20.º Soberano Grande Comendador interino do Supremo Conselho afecto ao Grande Oriente Lusitano e de 9 .º Grão-Mestre interino do Grande Oriente Lusitano Unido.
Também se encontra colaboração da sua autoria no semanário Jornal do domingo  (1881-1883).